# Hysterotettix
Hysterotettix är ett släkte av insekter. Hysterotettix ingår i familjen gräshoppor.
Kladogram enligt Catalogue of Life:
| Hysterotettix | \| \| Hysterotettix nigricoxa \| \| \| \| \| \| Hysterotettix uniformis \| \| \| \| |
|               | \| \| Hysterotettix nigricoxa \| \| \| \| \| \| Hysterotettix uniformis \| \| \| \| |
|               | Hysterotettix nigricoxa                                                             |
|               |                                                                                     |
|               | Hysterotettix uniformis                                                             |
|               |                                                                                     |